# KEG Gistel
KEG Gistel is een Belgische voetbalclub uit Gistel. De club is bij de KBVB aangesloten met stamnummer 189 en heeft rood-wit als clubkleuren. De club klom in het begin van de 21ste eeuw op tot in de nationale reeksen. In 2005 dreigde KEG Gistel even te verdwijnen, maar het stamnummer van de club kon dankzij een rechtszaak hersteld worden.

## Geschiedenis
Eendracht Genootschap Gistel werd gesticht in 1921. Op 7 juni 1922 sloot de club aan bij de Belgische Voetbalbond, en zou er enkele jaren later stamnummer 189 toegedeeld krijgen. Gistel ging van start in de lagere regionale reeksen.
Tot na de Tweede Wereldoorlog speelde Gistel in Eerste Provinciale, in die tijd het vierde niveau in totaal, aangezien er slechts drie nationale klassen bestonden. Na de Tweede Wereldoorlog zakte de club echter helemaal weg in de provinciale reeksen tot in Vierde Provinciale, het laagste niveau. Daarentegen werd geleidelijk aan de jeugdwerking van de club verder uitgebouwd. De club kreeg de koninklijke titel en ging KEG Gistel heten. Op het eind van de jaren 60 kende de club onder leiding van ex-international Pol Gernaey een korte heropleving, toen men dankzij titels in 1968/69 en 1970/71 terug van Vierde naar Tweede opklom.
In 1973 zakte Gistel echter opnieuw naar Derde Provinciale, waar men acht seizoenen bleef hangen, tot 1980/81. Dat seizoen degradeerde de club weer opnieuw naar het allerlaagste niveau, en verzeilde voor vier seizoenen opnieuw in Vierde Provinciale. Met de komst van een nieuwe voorzitter, Herman Buffel, en een nieuw bestuur kwam er verbetering. Er werd een reorganisatie doorgevoerd, en de jeugdwerking werd opnieuw aangepakt. Dankzij de titel kon in 1985 Gistel opnieuw promoveren, maar de club kon zich nog niet direct handhaven. In 1987 zakte men nog even, om echter opnieuw weer naar Derde te promoveren een seizoen later. Uiteindelijk kon de club zich weer definitief opwerken, en in 1992 volgde opnieuw een promotie naar Tweede Provinciale.
Op 25 juli 1993 werd het nieuwe stadion van de club officieel geopend door de Gistelse burgemeester Redgy Tulpin. De club kon zich enkele seizoenen handhaven in Tweede Provinciale, en slaagde er in 1995 en 1997 al in de eindronde te halen, vooralsnog zonder succes. In 1998 speelde Gistel uiteindelijk kampioen in Tweede Provinciale, en promoveerde zo na een halve eeuw opnieuw naar het hoogste provinciale niveau. De club haalde goede resultaten.
In 2000/01 eindigde KEG Gistel derde en haalde de eerste periodetitel binnen. Gistel mocht zo naar de provinciale eindronde. Na het verslaan van KVV Coxyde en KWS Club Lauwe stootte de ploeg door naar de interprovinciale eindronde, maar daar ging men met 4-1 onderuit tegen R. Spa FC. Rond die periode fusioneerde KSV Waregem echter met Zultse VV tot SV Zulte Waregem. Het stamnummer van KSV Waregem, dat in Vierde Klasse had gespeeld dat seizoen, werd geschrapt, en een extra plaats kwam vrij. De extra plaats diende ingenomen te worden door een club uit dezelfde provincie als Waregem, en op die manier slaagde KEG Gistel als beste West-Vlaamse club die nog geen promotie had afgedwongen, er alsnog in te promoveren. KEG Gistel trad zo vanaf 2001 voor het eerst aan in de nationale reeksen.
Gistel draaide meteen vlot mee in Vierde Klasse, en in 2002/03, slechts het tweede seizoen in Bevordering, werd de ploeg al meteen derde in zijn reeks en had eindrondeticket afgedwongen. Gistel strandde echter in de eerste ronde van de eindronde, na een strafschoppenreeks tegen K. Wuustwezel FC, en liep zo een nieuwe promotie mis. Gistel bleef vlot meedraaien tot er zware problemen kwamen in 2005.
De club kende zware financiële problemen, en na het seizoen 2004/05 zou Gistel zich terugtrekken en verdwijnen. Deze aanvraag gebeurde echter door slechts één iemand vanuit de club, op niet reguliere wijze en zonder steun. De club spande een kort geding aan tegen de KBVB, dat uiteindelijk gewonnen werd. Het lidmaatschap en stamnummer van de club werden in extremis opnieuw geactiveerd en Gistel mocht weer in competitie treden. Ondertussen waren de reeksen in Vierde Klasse voor 2005/06 echter al samengesteld en had SK Oostnieuwkerke de plaats van Gistel ingenomen voor het nieuwe seizoen. Om geen andere clubs te benadelen werd Gistel als extra ploeg opnieuw opgenomen, zodat dat seizoen Vierde Klasse A uit 17 in plaats van 16 clubs bestond. KEG Gistel bleef echter met financieel beperkte middelen actief, de spelers waren ondertussen vertrokken en men besliste de competitie aan te vatten met vooral eigen jeugdspelers. De club kende sportief dan ook weinig ambitie en kansen, en verloor bijna wekelijks met grote cijfers. KEG Gistel eindigde daarmee duidelijk allerlaatste in de reeks, met slechts 1 puntje uit 32 wedstrijden en een doelpuntensaldo van -152 (10 goals voor, 162 tegen). Het enige puntje had de ploeg gehaald in een 2-2 gelijkspel thuis tegen KFC Evergem-Center naar het einde van het seizoen toe. Ondertussen werd de voorzitter-ad interim, die aangesteld werd om de club te saneren, maar meer uit eigenbelang handelde, aan de deur gezet. KEG Gistel zakte dus terug naar provinciale, en onder het bewind van voorzitter Gerrit Van Geit trekt de club resoluut de kaart van de jeugd, met als doelstelling zich in de reeks te kunnen handhaven. In 2007 zakte de club verder weg naar Tweede Provinciale en in 2009 kwam er met Johan Dierendock een nieuwe voorzitter.

## Resultaten
| Seizoen | Klasse | Klasse | Klasse | Klasse | Klasse | Klasse | Klasse | Klasse | Klasse | Reeks                                                    | Punten                                                   | Opmerkingen                                                                                            |
|         | I      | I      | II     | III    | IV     | P.I    | P.II   | P.III  | P.IV   |                                                          |                                                          | |
| ------- | ------ | ------ | ------ | ------ | ------ | ------ | ------ | ------ | ------ | -------------------------------------------------------- | -------------------------------------------------------- | --- |
| 2001/02 |        |        |        |        | 7      |        |        |        |        | Vierde klasse A                                          | 46                                                       | |
| 2002/03 |        |        |        |        | 3      |        |        |        |        | Vierde klasse A                                          | 53                                                       | verloren in eindronde                                                                                  |
| 2003/04 |        |        |        |        | 9      |        |        |        |        | Vierde klasse A                                          | 40                                                       | |
| 2004/05 |        |        |        |        | 5      |        |        |        |        | Vierde klasse A                                          | 48                                                       | |
| 2005/06 |        |        |        |        | 17     |        |        |        |        | Vierde klasse A                                          | 1                                                        | degradatie                                                                                             |
| 2006/07 |        |        |        |        |        | 15     |        |        |        | Eerste Prov. W-Vl.                                       | 14                                                       | degradatie                                                                                             |
| 2007/08 |        |        |        |        |        |        | 8      |        |        | Tweede Prov. W-Vl. A                                     | 43                                                       | |
| 2008/09 |        |        |        |        |        |        | 12     |        |        | Tweede Prov. W-Vl. A                                     | 35                                                       | |
| 2009/10 |        |        |        |        |        |        | 16     |        |        | Tweede Prov. W-Vl. A                                     | 9                                                        | degradatie                                                                                             |
| 2010/11 |        |        |        |        |        |        |        | 13     |        | Derde Prov. W-Vl. B                                      | 35                                                       | degradatie                                                                                             |
| 2011/12 |        |        |        |        |        |        |        |        | 3      | Vierde Prov. W-Vl. B                                     | 62                                                       | verloren in eindronde van Bredene Sport (1-0 & 1-2)                                                    |
| 2012/13 |        |        |        |        |        |        |        |        | 1      | Vierde Prov. W-Vl. B                                     | 70                                                       | kampioen                                                                                               |
| 2013/14 |        |        |        |        |        |        |        | 5      |        | Derde Prov. W-Vl. A                                      | 54                                                       | verloren in eindronde van KSV Bredene (1-0 en 1-2)                                                     |
| 2014/15 |        |        |        |        |        |        |        | 5      |        | Derde Prov. W-Vl. B                                      | 50                                                       | verloren in eindronde tegen Spermalie-Middelkerke (0-0 & 2-1) na winst tegen DAVO Westende (0-0 & 2-0) |
| 2015/16 |        |        |        |        |        |        |        | 3      |        | Derde Prov. W-Vl. B                                      | 63                                                       | promotie via eindronde dankzij winst tegen VVC Beernem (1-2 & 1-1) en Stormvogels Loppem (0-1 & 1-2)   |
|         | 1A     | 1B     | 1Am    | 2Am    | 3Am    | P.I    | P.II   | P.III  | P.IV   | Vanaf 2016-17 zijn er 3 nationale en 2 regionale niveaus | Vanaf 2016-17 zijn er 3 nationale en 2 regionale niveaus | Vanaf 2016-17 zijn er 3 nationale en 2 regionale niveaus                                               |
| 2016/17 |        |        |        |        |        |        | 13     |        |        | Tweede Prov. W-Vl. A                                     | 30                                                       | |
| 2017/18 |        |        |        |        |        |        | 14     |        |        | Tweede Prov. W-Vl. A                                     | 25                                                       | degradatie                                                                                             |
| 2018/19 |        |        |        |        |        |        |        | 10     |        | Derde Prov. W-Vl. B                                      | 39                                                       | |
| 2019/20 |        |        |        |        |        |        |        | 7      |        | Derde Prov. W-Vl. B                                      | 33                                                       | |
| 2020/21 |        |        |        |        |        |        |        |        | -      | Vierde Prov. W-Vl. A                                     | -                                                        | Seizoen geschrapt wegens Covid-19                                                                      |
| 2021/22 |        |        |        |        |        |        |        |        |        | Niet in competitie                                       |                                                          | |
| 2022/23 |        |        |        |        |        |        |        |        | 14     | Vierde Prov. W-Vl. A                                     | 11                                                       | |
| 2023/24 |        |        |        |        |        |        |        |        | 4      | Vierde Prov. W-Vl. A                                     | 56                                                       | |
| 2024/25 |        |        |        |        |        |        |        |        | 1      | Vierde prov. W-Vl. B                                     | 64                                                       | Kampioen                                                                                               |
| 2025/26 |        |        |        |        |        |        |        |        |        | Derde prov. W-Vl. A                                      |                                                          | |